# State Farm Women's Tennis Classic 2000
Lo  State Farm Women's Tennis Classic 2000 è stato un torneo di tennis giocato sul cemento. È stata la 1ª edizione del torneo, che fa parte della categoria Tier II nell'ambito del WTA Tour 2000. Si è giocato a Scottsdale (Arizona) negli USA dal 28 febbraio al 5 marzo 2000.

## Campionesse

### Singolare
Martina Hingis e  Lindsay Davenport hanno condiviso il titolo perché la finale è stata cancellata per pioggia

### Doppio
Il torneo di doppio si è fermato prima della 2ª semifinale